# Sito archeologico di Brandes
Il sito archeologico di Brandes è il sito di un villaggio minerario, situato a 1800 metri d'altitudine. Vicino ad Alpe d'Huez, nel bacino di Oisans, sulle pendici del massiccio di Grandes Rousses, nel dipartimento francese di Isère. 
È il borgo medievale più alto d'Europa e sono le più antiche miniere d'argento conosciute nella regione francese.
Dal XII° al XIV° secolo fu utilizzato per estrarre la Galena e fu gestito dai signori del Delfinato.

## Descrizione
Il villaggio contava quasi 250 abitanti e venne costruita anche una piccola chiesa, dedicata al loro patrono San Nicola.
Attorno alla chiesa vi era un cimitero e gli scavi effettuati, in tempi moderni, hanno portato alla luce oltre un centinaio di sepolture che poggiavano sulla roccia, oppure, per la maggior parte, su un terrazzo artificiale che prolungava lo sviluppo messo in atto all'epoca per l'ampliamento della chiesa parrocchiale. Alcuni dei resti, dei corpi ritrovati, sono esposti nel Museo di storia e archeologia di Alpe d'Huez.
Le abitazioni, semisepolte nella terra, sono circa 80 e vennero realizzate con pietre accatastate.
Erano sormontate da ossature di legno e da un tetto di paglia di segale, e venivano utilizzate, sia come case, e sia come laboratori per la lavorazione del minerale estratto.

## Galleria d'immagini

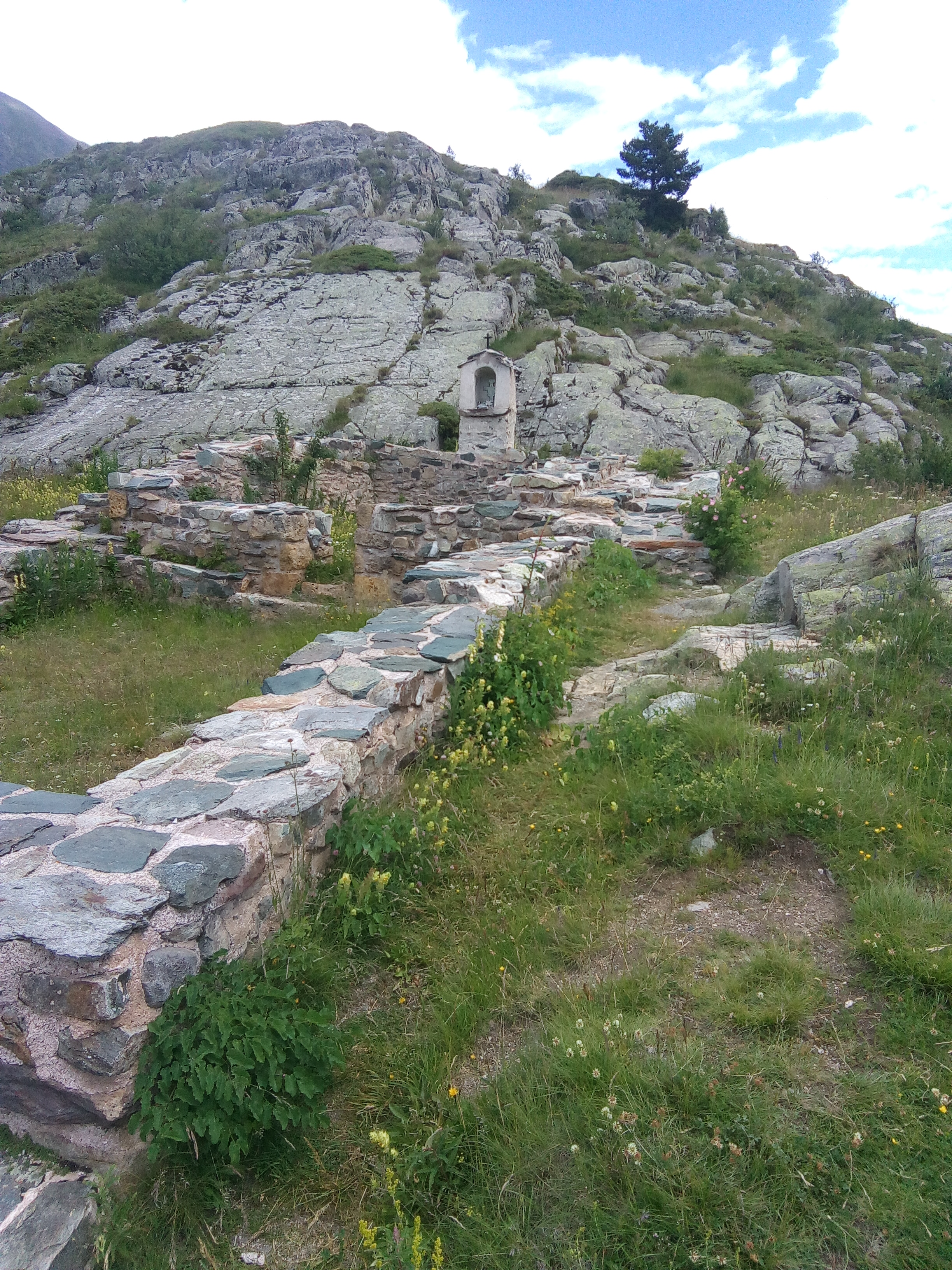
Resti della chiesa e dell'oratorio
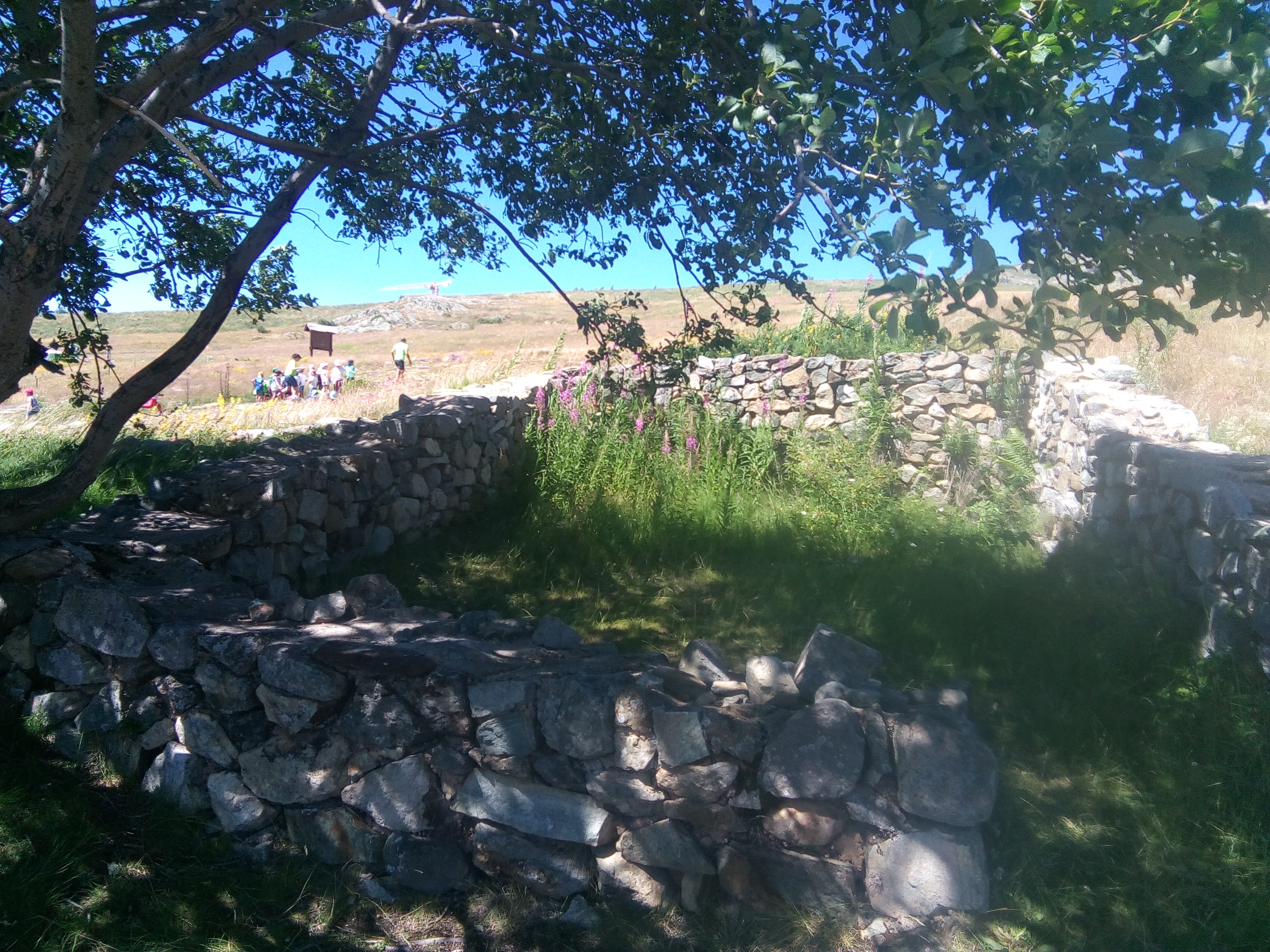
Resti di un'abitazione
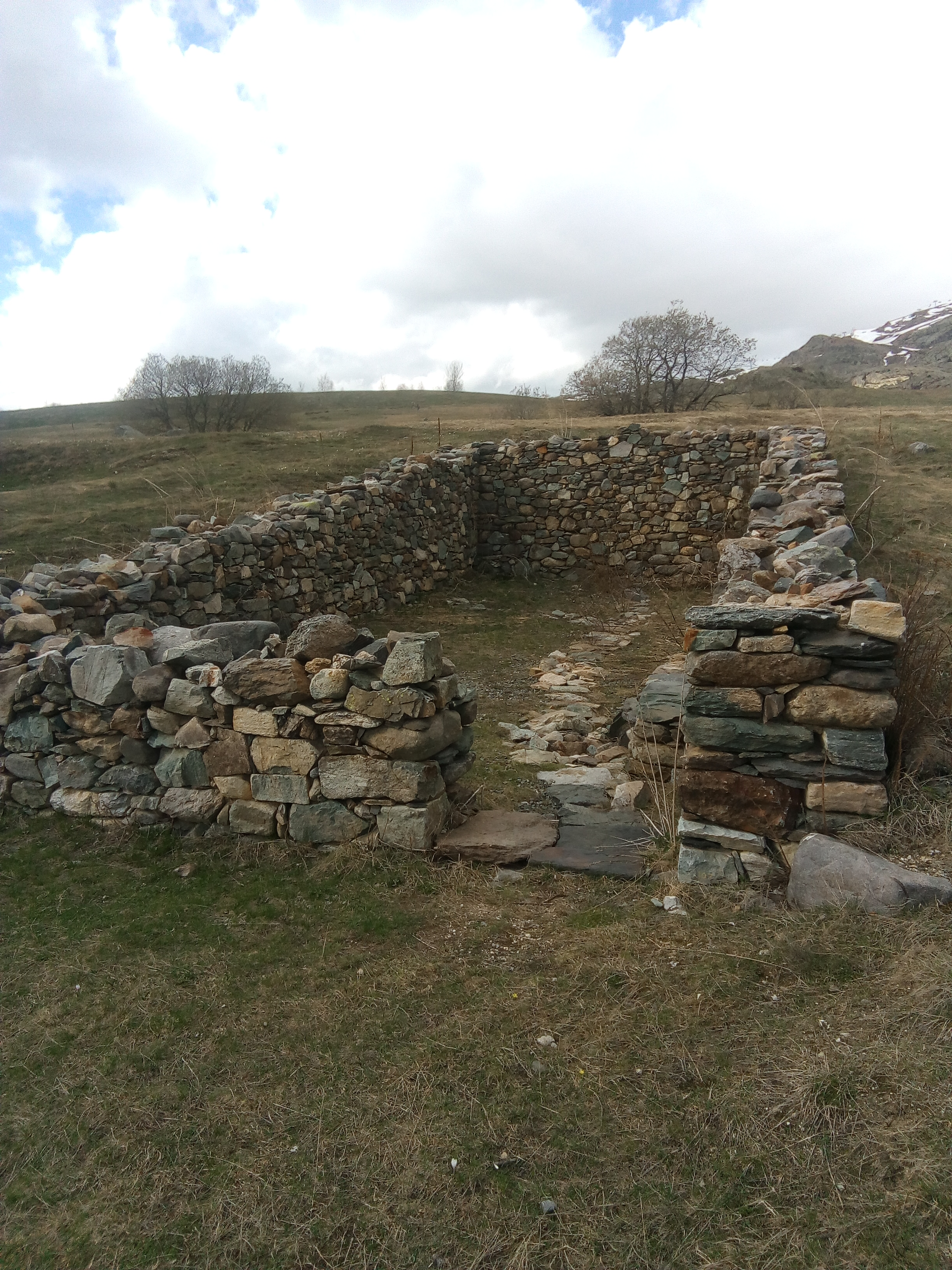
Resti di un'abitazione
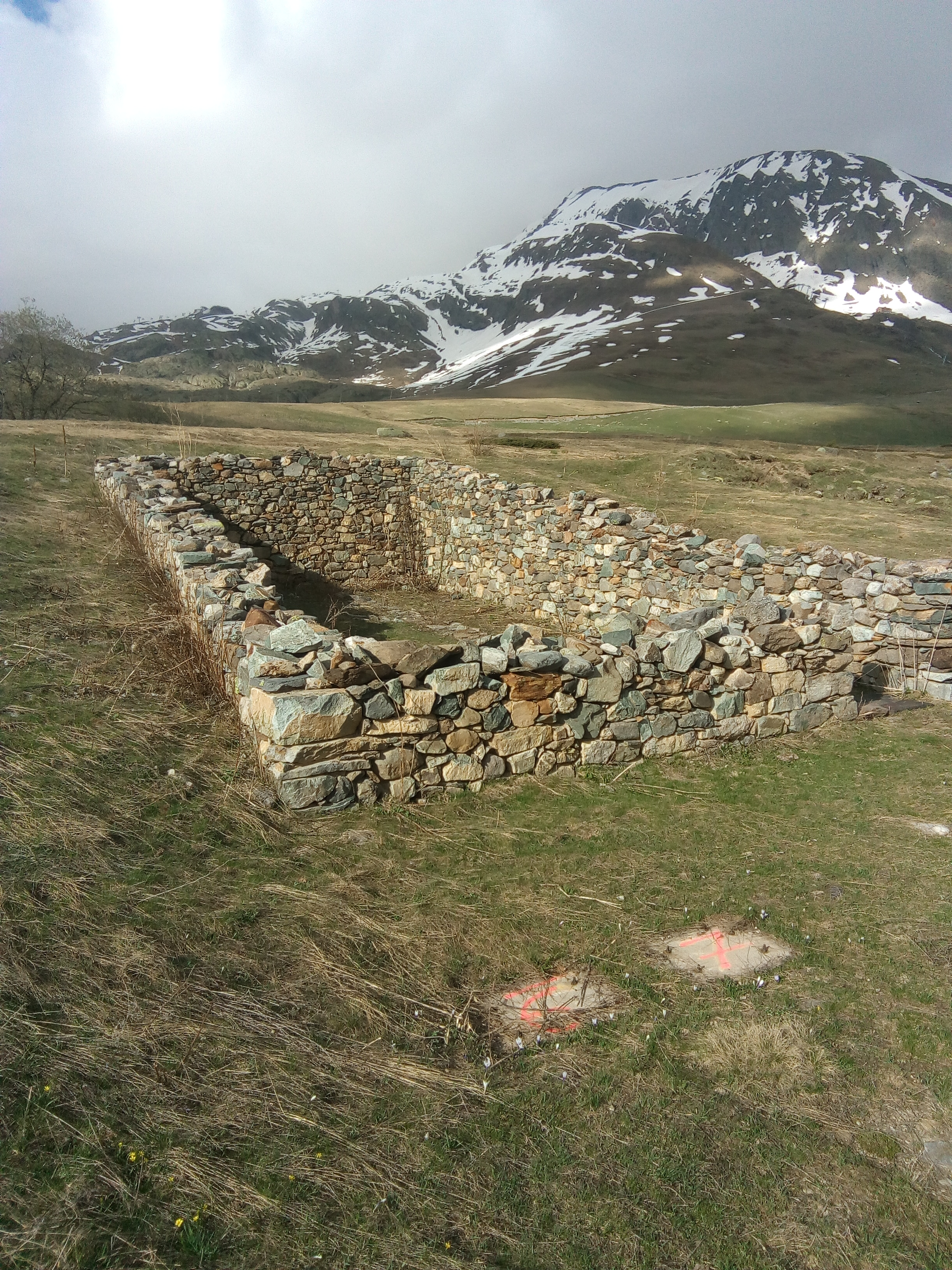
Resti di un'abitazione